# Villa Hidalgo (San Luis Potosí)
Villa Hidalgo es un municipio situado en el estado mexicano de San Luis Potosí. Según el censo de 2020, tiene una población de 15 458 habitantes.
El 3 de enero de 1927, El municipio de Villa Iturbide, su nombre cambia al actual Villa Hidalgo Originalmente se le conocía como Iturbide al igual que el municipio, pero cambiaron de nombre a Villa de Hidalgo en 1927. A partir de 1963 se les da el nombre oficial de Villa Hidalgo
Al norte de lo que es hoy la cabecera municipal se encuentra un jagüey cuyo dueño era Ambrosio Martínez, por tal motivo a este lugar se le denominaba "El Jagüey de Ambrosio Martínez". Este lugar se fue poblando y dio origen al poblado llamado "San José de los Picachos", debido  a que en sus alrededores hay conos, cráteres y xalapazcos (volcanes que nacen y mueren).
Teniendo categoría de congregación, sus habitantes, solicitaron que se elevara de categoría política, por lo que pasó a ser fracción del municipio de la capital, llamándosele oficialmente fracción del tanquecito seguramente le fue impuesto en razón del Jagüey casi inmediato al pueblo.
Esta fracción del tanquecito fue elevada a la categoría de municipio en el año de 1857 con el nombre de Villa Hidalgo para honrar al Padre de la Patria; nombre que poco duro pues a fines de ese mismo año fue cambiado por el de Villa Iturbide, el cual ostento por largos años.

## Ubicación
Como municipio colinda al norte con el municipio de Villa de Guadalupe; al este con los municipios de Guadalcazar y Cerritos; al sur con el municipio de Armadillo de los Infante; al oeste con los municipios de Soledad de Graciano Sánchez, San Luis Potosí, donde se ubica la capital del estado, Villa de Arista y Venado.
Se encuentra ubicada a 22° 26' 58" de latitud norte, 100° 40' 39" de longitud oeste y 1670 metros sobre el nivel medio del mar, por lo que pertenece a la llamada "zona altiplano” del estado.

## Población
La población de la ciudad es de 2356 habitantes, de los cuales el 48 % son hombres. Mientras que la población del municipio es de 13966 habitantes, de los cuales el 49 % son varones.

## Clima
El clima predominante es seco semicálido.

## Educación
El Municipio de Villa Hidalgo, S. L. P., cuenta con la Educación Básica:Preescolar, primaria, secundaria: esta última en sus modalidades de Técnica y telesecundarias, a nivel medio superior se cuenta con el Colegio de Bachilleres del Estado de San Luis Potosí Plantel 02, que se encuentra ubicada en la entrada de la cabecera Municipal entre otras instituciones, que han venido a fortalecer el desarrollo cultural y educativo de este Municipio.